# Bryum lamprocarpum
Bryum lamprocarpum är en bladmossart som beskrevs av C. Müller in Neumayer 1890. Bryum lamprocarpum ingår i släktet bryummossor, och familjen Bryaceae. Inga underarter finns listade i Catalogue of Life.